# Det de Beus
Anna Maria Bernadette "Det" de Beus (Utrecht, 18 de febrero de 1958 - Rijswijk, 21 de julio de 2013) fue la primera portera de hockey femenino en llevar una máscara.
Fue jugadora de Eindhovense Mixed Hockey Club en Eindhoven; jugó en la portería de los Países Bajos entre 1978 y 1988. Jugó 105 partidos con su país y formó parte de la medalla de oro con el equipo olímpico de su país en los Juegos Olímpicos de Los Ángeles 1984. Se retiró del deporte al final de los Juegos Olímpicos de Seúl en septiembre de 1988 después de ganar la medalla de bronce al vencer a Gran Bretaña 3-1.
Murió en 2013 después de una batalla contra el cáncer.